# Plectomantis rhodostima
Espèce
Synonymes
- Leptodactylus rhodostima (Cope, 1874)

Statut de conservation UICN

 DD  : Données insuffisantes
"Plectomantis" rhodostima est une espèce d'amphibiens de la famille des Leptodactylidae dont la position taxonomique est incertaine (Incertae sedis).

## Répartition
Cette espèce est endémique du Pérou. Elle se rencontre dans les environs de Nauta dans la région de Loreto,.

## Publication originale
- Cope, 1874 : On some Batrachia and Nematognathi brought from the upper Amazon by Prof. Orton. Proceedings of the Academy of Natural Sciences of Philadelphia, vol. 26, p. 120–137 (texte intégral).